# Cueva de Las Monedas
La cueva de Las Monedas es un yacimiento arqueológico, encuadrado dentro del complejo de cuevas del monte Castillo, en Puente Viesgo (Cantabria). Está incluida en la lista del Patrimonio de la Humanidad de la Unesco desde julio de 2008, dentro del conjunto «Cueva de Altamira y arte rupestre paleolítico de la cornisa cantábrica».
Esta formación fue descubierta en el año 1952 por el guarda forestal Isidoro Blanco Fernandez. Se trata de una cavidad con un vestíbulo de escasas dimensiones que da acceso a un amplio entramado de salas en las que se encuentran estalagmitas, estalactitas, antoditas y demás formaciones típicas de una cueva.
El estudio más importante de Las Monedas corre a cargo de Eduardo Ripoll Perelló, publicado en 1972, en el que da cuenta de la aparición de materiales de la Edad del Bronce y de la Edad del Hierro, así como algo de lítica del Paleolítico y algunas monedas que habían sido escondidas en la época de los Reyes Católicos. Además, hay un gran número de pinturas rupestres similares a las aparecidas en la región: pinturas negras en las que se representan caballos, osos, cabras, etc.

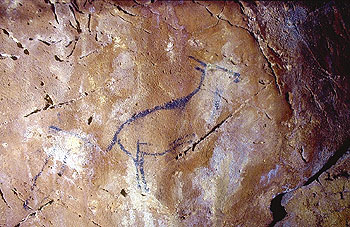